# Horst-Dieter Försterling
Horst-Dieter Försterling (* 5. April 1934 in Wiesbaden) ist ein deutscher Chemiker (Physikalische Chemie). Er war Hochschullehrer an der Philipps-Universität Marburg.
Försterling studierte ab 1954 Chemie in an der Universität Marburg mit dem Diplomabschluss bei Hans Kuhn 1961 (Analogrechner zur Berechnung von Wechselwirkungsintegralen). 1964 wurde er bei Kuhn in Marburg promoviert und war dort danach Akademischer Rat und ab 1972 Professor. 1999 ging er in den Ruhestand.
1972 erhielt er mit Hans Kuhn den Literaturpreis des Fonds der Chemischen Industrie für ihr Buch Physikalische Chemie in Experimenten. Er schrieb mit Kuhn auch ein Lehrbuch der Physikalischen Chemie, das auch ins Englische übersetzt wurde.

## Schriften
- mit Hans Kuhn, David H. Waldeck: Principle of Physical Chemistry, 2. Auflage, Wiley 2009
- mit Hans Kuhn: Praxis der physikalischen Chemie : Grundlagen, Methoden, Experimente, Weinheim: VCH, 3. Auflage 1991
- mit Hans Kuhn: Moleküle und Molekülanhäufungen : Eine Einführung in die physikalische Chemie, Springer 1983
- mit Hans Kuhn: Physikalische Chemie in Experimenten. Ein Praktikum, Verlag Chemie 1971
- Mathematik für Naturwissenschaftler, Vieweg 1975